# Alf Andersson
Alf Andersson, född 18 september 1899 i Njurunda socken, död 17 december 1983 i Njurunda församling, var en svensk sulfitarbetare och socialdemokratisk riksdagspolitiker.
Andersson var ledamot av riksdagens andra kammare från 1949, invald i Västernorrlands läns valkrets.